# Kallistos Ware
Kallistos Ware (născut Timothy Richard Ware; n. 11 septembrie 1934, Bath, Anglia, Regatul Unit – d. 24 august 2022, Oxford, Anglia, Regatul Unit) a fost un episcop al Patriarhiei Ecumenice din Constantinopol, profesor de teologie ortodoxă la Universitatea din Oxford și autor a numeroase cărți despre biserica ortodoxă.

## Viața
Timothy Ware s-a născut în 1934 în Bath în sudvestul Angliei. A crescut în Biserica Anglicană, și s-a înscris cu ajutorul unei burse la școala din Westminster și apoi Universitatea din Oxford, unde a obținut prima diplomă în literatură clasică și teologie. La 24 de ani s-a convertit de la anglicanism la ortodoxie și a intrat în biserica greacă. Următorii ani îi petrece în Grecia, pe Muntele Athos și la Ierusalim. În 1966 a fost hirotonit preot și ai intrat în monahism în mănăstirea Sfântul Ioan Teologul din Patmos, primind numele Kallistos.
În același an a început să predea Teologie Ortodoxă la Universitatea Oxford și a rămas în această poziție rămâne timp de 35 de ani până s-a retras. În 1982 a fost hirotonit ca episcop vicar al episcopului din Thyateria și Marea Britanie. Ca episcop a rămas în Oxford și a condus mai departe parohia ortodoxă greacă din Oxford.
În 2001 s-a pensionat din cauza vârstei înaintate, însă a continuat să publice și să călătorească foarte mult pentru a ține prelegeri despre ortodoxie.
Kallistos Ware a fost din 31 martie 2007 mitropolit titular în Diokleia.
El a susținut evoluționismul teist.
Pentru contribuțiile sale la teologia ortodoxă și la dialogul interconfesional, Kallistos Ware a fost onorat cu titlul de Doctor Honoris Causa de către Universitatea din Cluj-Napoca, Institutul Teologic Sf. Chiril și Metodiu, precum și alte instituții academice importante.

## Opera
Kallistos a devenit cunoscut mai ales prin lucrarea The Orthodox Church, pe care a publicat-o ca laic în anul 1963 și care a fost reeditată cu adăugiri de nenumărate ori. Această carte oferă, în limba engleză, o bună introducere în istoria și organizarea Bisericii Ortodoxe. A apărut sub numele de botez al autorului Timothy Ware. În anul 1995 a publicat sub numele Kallistos Ware o introducere în dogmele bisericii ortodoxe explicate prin prisma textelor liturgice și scrierilor Sfinților Părinți: The Orthodox Way (în română: Ortodoxia: Calea dreptei credințe).
Împreună cu G. E. Palmer și Philip Sherrard a tradus Filocalia în limba engleză. Multe din textele liturgice folosite de către credincioșii ortodocși din spațiul anglofon au fost diortosite de el. A editat împreună cu maica Maria Triodul și texte din sărbătorile mai importante ale mineelor.

### În engleză
- The Orthodox Church, Pelican, 1993, ISBN 0-14-014656-3
- The Inner Kingdom: Collected Works, Vol. 1, St Vladimir's Seminary Press, 2000, ISBN 0-88141-209-0
- In the Image of the Trinity: Collected Works, Vol. 2, St Vladimir's Seminary Press, 2006, ISBN 0-88141-225-2
- Communion and Intercommunion, Light & Life, 1980, ISBN 0-937032-20-4
- Praying with Orthodox Tradition, Abingdon, 1990, ISBN 0-281-04431-7
- Eustratios Argenti: A Study of the Greek Church under Turkish Rule, Clarendon, 1964, ASIN B0006BMI94

### În germană
- Hinführung zum Herzensgebet, 2004, ISBN 3-451-28389-1
- Mensch werden - an Gott teilhaben : wie versteht die orthodoxe Tradition die Erlösung?, 1997, ISBN 3-906596-00-1
- Der Aufstieg zu Gott : Glaube und geistliches Leben nach ostkirchlicher Überlieferung, 1998, ISBN 3-906596-03-6

### În română
- Episcop Kallistos Ware, Puterea Numelui. Rugăciunea lui Iisus în spiritualitatea ortodoxă, traducere de Gabriela Moldoveanu, cuvânt înainte de Pr. Prof. Dr. Constantin Galeriu, 1992 ISBN 973-95098-2-7
- Ortodoxia: Calea dreptei credințe. Iași 1993.
- Ware, Kallistos: Împărăția lăuntrică. Editura Christiana 1996. ISBN 973-95098-9-4.

Conferințe:
- Bischof Kallistos: Die Leidenschaften: Feind oder Freund?
- Bischof Kallistos: Verherrlicht Gott mit Euerem Leibe: Das Sakrament der Heilung

## Legături externe
- Literatură a lui Kallistos Ware și despre Kallistos Ware[nefuncțională]
 în catalogul Bibliotecii Naționale Germane
- Biografa oficială a lui Kallistos Ware Arhivat în 21 octombrie 2007, la Wayback Machine. (engleză)
- Kallistos Ware, 4 iulie 2012, CrestinOrtodox.ro